# Programmabeheer
Programmabeheer of Program Manager was de shell van Microsoft Windows 3.x en Windows NT. Programmabeheer was een taakgerichte grafische gebruikersomgeving (GUI) bestaande uit programmagroepen (program groups). Een programmagroep bevatte pictogrammen (later bekend als snelkoppelingen) of andere groepen. Wanneer men dubbelklikte op een pictogram startte het gekoppelde programma op. Programmabeheer verving de MS-DOS Executive van Windows 1.0 en Windows 2.0.
Programmabeheer was geïnspireerd op PMShell uit OS/2 V1.2. Beide shells gebruikten dezelfde hoofdbibliotheek van pictogrammen. Toch waren er grote verschillen. In OS/2 werden de programmagroepen in een lijst getoond, daar waar dit in Programmabeheer gebaseerd was op het principe van MDI.
Wanneer de gebruiker vanuit Windows Bestandsbeheer een uitvoerbaar bestand (EXE) versleepte in de Programmabeheer werd automatisch een snelkoppeling aangemaakt. Deze snelkoppeling kreeg standaard het pictogram dat vervat zat in de EXE. Indien dit niet aanwezig was, werd een standaardpictogram uit de Programmabeheerbibliotheek getoond.
In Windows 3.1 kreeg Programmabeheer een extra functionaliteit: Opstarten (Startup). Bij opstarten van Windows voerde Programmabeheer alle pictogrammen in deze groep uit. Zo konden programma's automatisch opgestart worden.

## Windows Explorer
In Windows 95 en Windows NT 4.0 werd Programmabeheer vervangen door Windows Explorer. Toch was Programmabeheer nog aanwezig in Windows 95, Windows 98, Windows ME, Windows 2000 en Windows XP. Hiervoor diende men het programma "c:\windows\system32\progman.exe" (of c:\winnt\system32\progman.exe) te starten. Programmabeheer was namelijk nodig om oudere programma's te kunnen installeren. Het is zelfs mogelijk om het register van deze systemen zo aan te passen dat Programmabeheer opstart als standaardshell in plaats van Windows Explorer. In het register is dit te vinden onder HKLM\SOFTWARE\Microsoft\Windows NT\CurrentVersion\Winlogon (per machine) of HKCU\SOFTWARE\Microsoft\Windows NT\CurrentVersion\Winlogon (per gebruiker).
Vanaf Windows XP SP2 werd Programmabeheer vervangen door een gelijknamig programma dat enkel nog programmagroepen en pictogrammen converteerde naar mappen en snelkoppelingen in het Start-menu van Windows Explorer.